# Parkovi i rekreacija
Parkovi i rekreacija je američki sitkom koji su kreirali Greg Danijels i Majkl Šur za televizijsku mrežu En-Bi-Si. U periodu između 9. aprila 2009. i 24. februara 2015. emitovano je 125 epizoda raspoređenih u sedam sezona. Pri snimanju se koristio isti stil kao i u Danijelsovom prethodnom sitkomu U kancelariji gde je implicirano da ekipa filmskog dokumentarca sve vreme prati likove.
Radnja prati grupu službenika koji su zaposleni u departmanu za parkove i rekreaciju u izmišljenom gradu Poniju u Indijani. Glavnu ulogu tumači Ejmi Poler, a ostatak glumačke ekipe čine Rašida Džouns, Aziz Ansari, Nik Oferman, Obri Plaza, Kris Prat, Adam Skot, Rob Lou, Džim O'Her i Reta.
Podeljena mišljenja kritičara i publike nakon emitovanja prve sezone dovela su do značajnih izmena u formatu i tonu narednih sezona, koje su zatim naišle na mnogo pozitivnije komentare. Serija je bila nominovana za 11 Emija (ukljujučujući i nagradu za najbolju komediju 2011. godine) i 4 Zlatna globusa. Polerova je za ulogu Lesli Noup osvojila Zlatni globus za najbolju glavnu žensku ulogu u humorističkoj seriji, a bila je nominovana i za 5 Emija i Nagradu Udruženja glumaca u istoj kategoriji.
Godine 2012. serija Parks and Recreation našla se na listi 10 najboljih televizijskih programa po izboru Američkog filmskog instituta i na vrhu Tajmove liste najboljih televizijskih serija.
U Srbiji seriju je 2016. godine emitovala Radio-televizija Vojvodine.

## Uloge
| Glumac        | Uloga          |
| ------------- | -------------- |
| Ejmi Poler    | Lesli Noup     |
| Aziz Ansari   | Tom Haverford  |
| Nik Oferman   | Ron Svonson    |
| Obri Plaza    | Ejpril Ladgejt |
| Kris Prat     | Endi Dvajer    |
| Džim O'Her    | Džeri Gergič   |
| Reta          | Dona Migl      |
| Rašida Džouns | En Perkins     |
| Adam Skot     | Ben Vajat      |
| Rob Lou       | Kris Trejger   |

## Spoljašnje veze
- Parks and Recreation на веб-сајту  (језик: енглески)